# Bradarac (okręg niszawski)
Bradarac (cyr. Брадарац) – wieś w Serbii, w okręgu niszawskim, w gminie Aleksinac. W 2011 roku liczyła 216 mieszkańców.